# Oreonectes anophthalmus
Oreonectes anophthalmus és una espècie de peix de la família dels balitòrids i de l'ordre dels cipriniformes.

## Morfologia
- Cos completament sense escates, incolor i amb la secció anterior forta, llarga i lleugerament deprimida, mentre que la posterior és comprimida.
- Els mascles poden assolir 3,7 cm de longitud total.
- Cap ample, arrodonit, deprimit, amb la part dorsal plana i amb 3 parells de barbetes sensorials.
- Absència d'ulls.
- 9 radis tous a l'aleta dorsal i 7 a l'anal.
- 4 radis ramificats a l'aleta pelviana i 12 a la caudal.
- Aleta caudal truncada.[7][8][9]

## Hàbitat
És un peix d'aigua dolça, demersal i de clima subtropical (25°N-21°N).

## Distribució geogràfica
Es troba a Àsia: la cova Taiji a Guangxi i la cova Dongtang a Guizhou (la Xina).